# فرشته‌ماهی رگه‌آبی
فرشته‌ماهی رگه‌آبی (نام علمی: Chaetodontoplus septentrionalis) نام یک گونه از سرده گیسودندان‌ها است.